# 武美名別命
武美名別命（たけみなわけのみこと）は、古代日本の人物。

## 概要
『延喜式』巻9・10の神名帳に記載される東山道信濃国更級郡の「武水別神社」に比定される式内社論社・武水別神社の祭神として知られる武水別大神（たけみずわけのおおかみ）と同神であると考えられる。

## 祀る神社
- 武水別神社（長野県千曲市八幡）
- 樋知大神社（長野県長野市大岡）